# 郭村镇 (重庆市)
郭村镇，是中华人民共和国重庆市万州区下辖的一个乡镇级行政单位。

## 行政区划
郭村镇下辖以下地区：
郭村社区、康乐社区、关子村、灼艾村、桐林村、瑞池村、安全村、三根村、笔丰村、向泥村、中羊村、柏木村和双福村。